# Tornio
Tornio (finnül: Tornio, svédül: Torneå, északi számi nyelven: Duortnus) Észak-Finnország Lappföld tartományának legrégebbi városa. Svéd-finn határvárosként legfontosabb szárazföldi határátkelőhely a két ország között.
Tornio területe 1 348,55 km² (2012. január 1.), amiből 1 186,97 km² szárazföld, 41,55 km² tó és folyó és a maradék 120,03 km² tenger.
A Tornio név a svéd "Torn + ö" összetételből ered, melynek szó szerinti jelentése "torony + folyó". A név az évek során "finnesült" Tornio-vá.

## Történelmi háttér
A Torneälven deltája már az utolsó jégkorszak idején lakott volt. 1995-ig 16 korabeli lakóhelyet tártak fel ezen a területen, a vuollerimi lelethez hasonlókat, ami i.e. 6000–5000-ből maradt ránk. A svéd oldalon található valószínűleg Skandinávia legrégebben folyamatosan lakott területének emléke. Az a korábbi elmélet, mely szerint ez a terület lakatlan volt és csak a vikingek népesítették be, így megdőlni látszik.
Az 1686-ban épült torniói templom (Matti Joosepinpoika Härmä) tornya (a város címerében is látható) egyike volt azoknak a tereppontoknak, melyeket de Maupertuis a méréseihez használt.
Egész a 19. századig a környező vidék lakói a Kemi Sami nyelvet (keleti számi csoport nyelvjárása) beszélték, míg a városban túlnyomóan a svéd nyelv volt használatos.
A városi rangot II. Gusztáv Adolf svéd királytól 1621. május 12-én kapta, egyedülálló kereskedelmi tevékenysége elismeréseként. Ebben az időben a város helye Suensaari (szó szerinti fordításban "Farkas sziget", valószínűleg az egyik földesúr neve után) szigeten volt. Tornio volt az egész 16. században az északi svéd terület leggazdagabb kereskedővárosa. Annak ellenére, hogy élénk kereskedelmet folytatott mind Lappfölddel, mind a tengerentúlra, a város a lakossága több száz éven át stabil maradt, alig több, mint 500 fő.

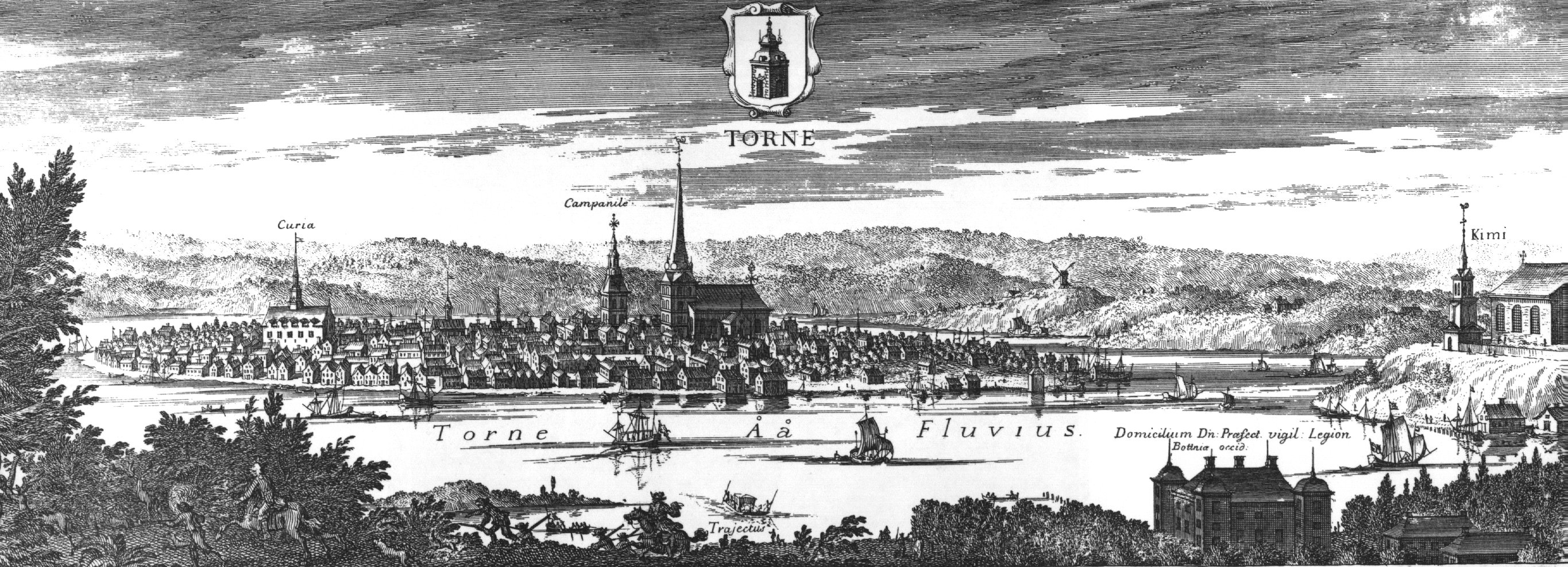
Tornio látképe a svéd időkből

A 18. században több Közép-Európából induló Északi-sarkra vezető felfedező expedíció útja vezetett Tornión keresztül. A legfigyelemreméltóbb csoportot Pierre Louis Moreau de Maupertuis vezette (1736-1737), a francia Tudományos Akadémia tagja, aki a torniovölgyben a meridián ív mentén végzett méréseivel igazolta volna, hogy a földgömb a sarkok felé be van nyomódva.
Tornio kereskedelme Lappfölddel a 18. században erősen csökkenni kezdett és a tengeri kereskedelmet is nehezítette, hogy a kikötőt, melynek medre a jégkorszak utáni földmozgás (ezen a területen felemelkedés) eredményeként feltöltődött, kétszer is át kellett helyezni, mert navigálásra alkalmatlan lett. A város gazdaságára a legnagyobb csapást az 1808-as Svéd-Orosz háború mérte, aminek végeredményeként Finnország Oroszország része lett. A határt az egyezmény szerint a Muoniojoki és a Torneälven medrének legmélyebb pontjainak vonala határozta meg, Lappföldet kettéhasítva és a kereskedelmet és megszüntetve. Tornio város a cár külön kérésének eleget téve teljes egészében orosz területre került. A svédek saját oldalukon Haaparanda település fejlesztésével pótolták a hiányt és Tornio finn nyelvű város lett.
Az orosz időszakban Tornio álmos helyőrségi város lett. A kereskedelem csak a Krími háború idején élénkült meg, amikor ismét fontos áru- és személyforgalmat bonyolító határátkelőhely lett. Az első világháború idején az oroszok és a nyugati szövetségesek csak Tornio és Haaparanta vasúti összekötésén keresztül tudtak csatlakozni.
Miután 1917-ben Finnország független lett, Tornio jelentősége tovább csökkent, bár lakosainak száma folyamatosan emelkedett. A város nem kapott fontos szerepet a finn polgárháborúban sem, néhány heves utcai összecsapás kivételével a Náci Németország kezdeti lappföldi manőverei során. A finn haderők hamarosan felszabadították a várost és megvédték a felégetéstől, mely sok lappföldi település sorsa volt. Ennek köszönhetően az 1686-ban épült fatemplom még ma is épen áll.
A második világháború után a város új munkahelyeket hozott létre Lapin Kulta helyi sörgyár és az Outukumpu acélgyár megalapításával, valamint az erősen fejlődő turistaipar támogatásával. Tornio Nyugat-lappföld oktatási központja szakközépiskolákkal és egyetemmel.
Tornio és Haaparanta szoros testvérvárosi kapcsolatban vannak egymással. Új, közös városközpontot alakítanak ki a határterületen és számos önkormányzati szolgáltatást is megosztanak. Közös golfpályát is építettek a határon. A haaparantai IKEA áruház finnül és svédül is ki van táblázva és minden árun mindkét pénznemben meg van adva az ár.

## Földrajzi jellemzők

### Elhelyezkedés
Tornio Finnország és Svédország a határán, a Botteni-öböl legészakibb részén helyezkedik el, ahol a Tornio folyó a Botteni-öbölbe ömlik. Államigazgatásilag a Lappföldi Tartományi Hivatalhoz tartozik, ezen belül történelmi okokból gyakran kapcsolják Peräpohjola területhez. A város központja Suensaari, ami a városalapítás idején az a sziget volt, ahova a várost alapították. Ez a sziget a jégkorszakot követő földfelemelkedés, illetve mesterséges feltöltés eredményeként teljesen megszűnt, mint sziget, csak a neve utal eredetére.
Tornióval szomszédos települések délkeleten Kemi és Keminmaa, északkeleten Tervola, északon Ylitornio, valamint nyugaton Haparanda. Annak ellenére, hogy Tornio és Haparanda különböző országokban és időzónákban helyezkednek el, a két város teljesen összenőtt. Tornio a 25 kilométerre fekvő Kemi várossal és a környező községekkel alkotja a Kemi-Tornio kistérségi közigazgatási területet.

### Területi és éghajlati jellemzők
A város legnagyobb hossza 83 km, legnagyobb szélessége 44 kilométer. A terület nagy része lakóövezet, ami azt jelenti, hogy a népsűrűség igen alacsony, 18,9 fő/km². A városképet főleg a folyó határozza meg, melynek egészen a torkolatáig kinyúlik a város.
Tornio a tajga éghajlati övhöz tartozik, legjellegzetesebb fafajták a lucfenyő és a répafenyő, valamint a nedves, lápos talajt kedvelő nyírfa.
Az éghajlatra a friss tengeri klíma jellemző, az éves átlaghőmérséklet 0-2 °C. A legmelegebb hónap a július, melynek átlaghőmérséklete 16 °C, a leghidegebb a február -11 °C-kal. A termikus növekvő időszak 135-145 nap. Az éves csapadékmennyiség 500-550 mm., állandó hótakaró általában pedig november közepétől május elejéig fedi a talajt.
Tornio az északi sarkkörtől 80 km-re délre helyezkedik el, így az éjféli nap nem látszik Tornióban, a nyári napforduló idején a Nap egy pillanatra eltűnik a horizont mögött. Télen a nappalok viszont igen rövidek, a legrövidebb csak három óra.
| Hónap                                    | Jan.  | Feb.  | Már.  | Ápr.  | Máj.  | Jún. | Júl. | Aug. | Szep. | Okt.  | Nov.  | Dec.  | Év    |
| ---------------------------------------- | ----- | ----- | ----- | ----- | ----- | ---- | ---- | ---- | ----- | ----- | ----- | ----- | ----- |
| Rekord max. hőmérséklet (°C)             | 8,4   | 7,8   | 10,3  | 18,5  | 28,8  | 31,4 | 32,5 | 29,7 | 24,0  | 17,0  | 11,5  | 7,0   | 32,5  |
| Átlagos max. hőmérséklet (°C)            | −5,9  | −5,5  | −0,5  | 5,3   | 12,3  | 17,6 | 20,8 | 18,9 | 13,2  | 5,5   | 0,2   | −2,7  | 6,7   |
| Átlaghőmérséklet (°C)                    | −9,2  | −10,3 | −5,1  | 1,1   | 7,5   | 13,0 | 16,4 | 14,6 | 9,3   | 2,5   | −2,7  | −6,0  | 2,7   |
| Átlagos min. hőmérséklet (°C)            | −13,3 | −13,5 | −9,7  | 3,0   | 2,7   | 8,2  | 12,0 | 10,2 | 5,4   | −0,5  | −5,2  | −9,4  | −0,8  |
| Rekord min. hőmérséklet (°C)             | −40,8 | −41,7 | −37,5 | −26,0 | −10,5 | −1,5 | 2,2  | −1,8 | −8,1  | −23,0 | −32,3 | −37,3 | −41,7 |
| Átl. csapadékmennyiség (mm)              | 47    | 37    | 38    | 31    | 35    | 43   | 57   | 67   | 63    | 64    | 62    | 48    | 590   |
| Forrás: Finnish Meteorological Institute |       |       |       |       |       |      |      |      |       |       |       |       |       |

## Közlekedés
Tornio két országos útvonal kezdőpontja. A csupán 16 kilométer hosszú 29-es út Keminmaa felé gyors összeköttetést jelent Kemivel. Ez az út a legészakabbra épített autóút, a svéd határtól becsatlakozik a 21-es útba és a határt követve egész Kilpisjärvi településig visz északon. Tornio és Haaparanta határán naponta átlagosan 18 000 autó közlekedik, ez az északi országok legforgalmasabb határátkelőhelye.
Déli irányba indul az E4-es autóút, mely Tornióból indulva a határt átszelve Stockholmon keresztül egész Helsingborgig vezet.
Tornióból vasúton három irányba indulhatunk. Az Oulu–Tornio vonal az öböl partját követve Ouluba, a Kolari vonal a Tornionjoki folyó mentén Kolariba, a Haaparanta viszonylat pedig Haaparantába vezet. Tornio és Haaparanta vasútállomásokat összekötő 4 km hosszú 4 sínpáros vasútvonal teszi lehetővé az eltérő építésű (Finnországban széles a nyomtávolság, míg Svédországban normál) svéd és finn szerelvények mozgatását.
Tornio egész évben használatban levő, csak teherforgalmat bonyolító, kikötője a város déli részén található. A kikötőforgalom túlnyomó részét Outokumpu acélgyár exportforgalma jelenti. 2011-ben 406 hajó látogatott ide. Ugyanebben az időszakban a teherforgalom 1,96 millió tonna volt.
Tornio repülőtere Keminmaa területén van, kb. 18 kilométerre Torniótól.

## Híres szülötteit
- Meeri Bodelid (1943–), svéd sífutó, kerékpáros, atléta és triatlonista
- Pirkka-Pekka Petelius (1953–) színész, forgatókönyvíró és énekes
- Kalle Palander (1977–), alpesisíző
- Teemu Tainio (1979–), labdarúgó
- Heikki Niva (1992–), tornász és tornatanár

## Nyelv
A Tornio területén beszélt nyelv nem különbözik az egyéb nyugati parton fekvő településeken beszélt dialektustól. Ezzel ellentétben a svéd oldalon lakó torniovölgyi lakók a svéden kívül még általában saját ún. meänkieli nyelvet (torniovölgyi finnt) beszélik, ami egyértelműen eltér a finn oldali dialektustól, főként a svéd nyelvből átvett szavak miatt.

## Testvérvárosok
Tornio testvérvárosai:
- Devizes, Egyesült Királyság
- Hammerfest, Norvégia
- Ikast, Dánia
- Kirovsk, Oroszország
- Szekszárd, Magyarország
- Vetlanda, Svédország

## Fordítás
- Ez a szócikk részben vagy egészben  a   Tornio című finn Wikipédia-szócikk fordításán alapul.  Az eredeti cikk szerkesztőit annak laptörténete sorolja fel. Ez a jelzés csupán a megfogalmazás eredetét és a szerzői jogokat jelzi, nem szolgál a cikkben szereplő információk forrásmegjelöléseként.
- Ez a szócikk részben vagy egészben  a   Tornio című angol Wikipédia-szócikk fordításán alapul.  Az eredeti cikk szerkesztőit annak laptörténete sorolja fel. Ez a jelzés csupán a megfogalmazás eredetét és a szerzői jogokat jelzi, nem szolgál a cikkben szereplő információk forrásmegjelöléseként.